# Вишневе (Конотопський район)
Вишне́ве —  село в Україні, у Дубов'язівській селищній громаді Конотопського району Сумської області. Населення становить 119 осіб. Колишній орган місцевого самоврядування — Красненська сільська рада.

## Географія
Село Вишневе розташоване у одного із витоків річки Терн. Примикає до села Лебедєве.
Поруч пролягає автомобільний шлях Т 2504.

## Історія
- Село виникло у 1922 році. Заселили його вихідці з села Чернеча Слобода Буринського району.
- Село постраждало внаслідок геноциду українського народу, проведеного окупаційним урядом СССР 1923-1933 та 1946-1947 роках.

## Населення

### Мова
Розподіл населення за рідною мовою за даними :
| Мова       | Кількість | Відсоток |
| ---------- | --------- | -------- |
| українська | 119       | 100%     |